# Abraham
Pour les articles homonymes, voir Abram et Abraham (homonymie).
Cette page contient des caractères spéciaux ou non latins. S’ils s’affichent mal (▯, ?, etc.), consultez la page d’aide Unicode.
אַבְרָהָם
Abraham (en hébreu : אַבְרָהָם /av.ra.ˈham/ ; en guèze : አብርሃም, /ab.ra.ˈham/ ; en arabe : إبراهيم, /ib.ra.ˈhim/) est un personnage des écritures juives, considéré comme le principal patriarche des religions juive, chrétienne et musulmane par la majorité des courants qui les constituent. Il est une des figures centrales du Livre de la Genèse. Abraham fait partie des premiers patriarches de la Bible,, et est considéré comme le fondateur du monothéisme de tradition « abrahamique » par le judaïsme, le christianisme et l'islam.
Dans le Livre de la Genèse, son nom est initialement « Abram » (« le Père est exalté ») puis devient « Abraham », ce qui signifie « père d'une multitude de nations »,. Il est nommé Ibrahim dans le Coran.
Deux passages bibliques mentionnent qu'Abraham est enterré à Hébron et la tradition juive situe la tombe dans des grottes au pied du monument connu comme le tombeau des Patriarches.

## Récit biblique
La composition littéraire de ce récit narratif non continu est constituée d'une série d'épisodes souvent dramatiques et fait apparaître un double encadrement : mise en parallèle de la naissance et de la mort du patriarche (Gn 11,27 et Gn 25, 11), d'impératifs divins (Gn 12,1-3 et Gn 22, 1-4). Le plan comporte également de nombreux doublets (Gn 12,10-20//20 ; 15//17 ; 16//21).

### Introduction généalogique

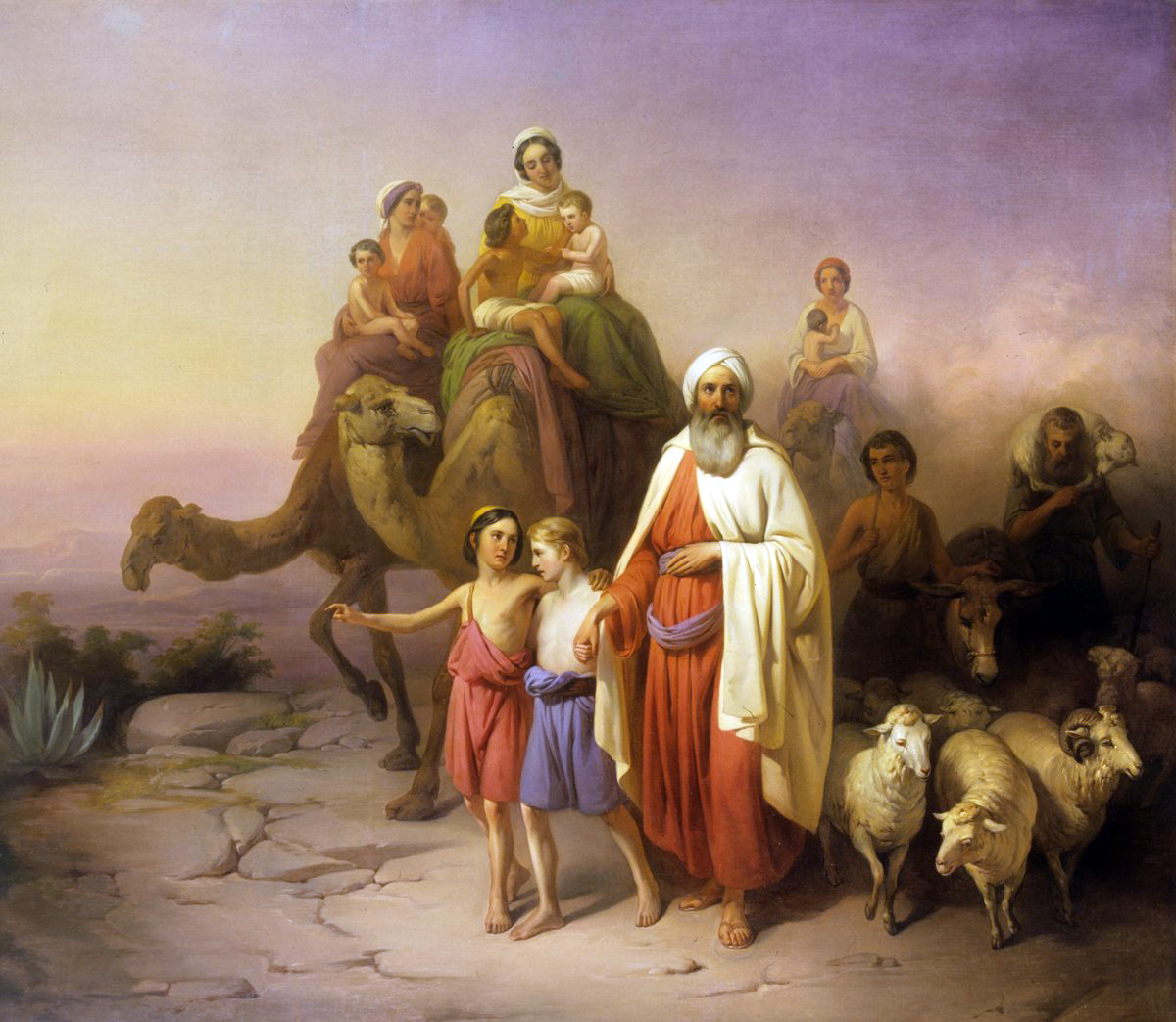
Départ d'Abraham, par József Molnár, Galerie nationale hongroise.

Généalogie de Noé à Abraham :
- Noé
- Sem
- Arpakshad
- Shélah
- Eber
- Péleg
- Réou
- Seroug
- Nahor
- Terah
- Abraham

### Départ d'«Abram»
Dans les premiers chapitres de la Genèse qui relatent le début de son histoire (Gn 11-17), Abraham, habitant de Ur (appelée dans la Bible Ur-Casdim), s'appelle « Abram » (en hébreu : אַבְרָם, ābram). C'est un descendant de Sem, fils de Noé. Il est fils de Terah et a deux frères, Nahor et Haran. Haran meurt en laissant un fils, Loth. Abraham épouse sa demi-sœur « Saraï » — qui deviendra Sarah —, qui est stérile.
Un jour, Abram quitte Ur avec Terah, Saraï et Loth, son neveu. Ils s'installent à Harran, où Terah meurt.

### Vocation d'Abram

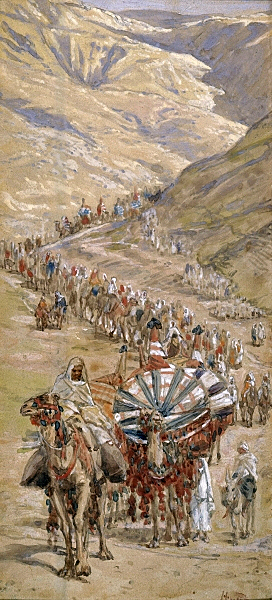
La Caravane d'Abraham, James Tissot, 1896-1902, musée juif (New York).

À l’âge de 75 ans, sur ordre de Dieu, Abram quitte Harran avec Saraï, Loth, ses bergers et ses troupeaux, et va dans le pays de Canaan, à Sichem puis au Chêne de Mambré, où Dieu lui dit qu'il donnera ce pays à sa descendance. Abram y construit un autel, construit un autre autel entre Béthel et Aï où il fait une invocation, puis atteint le Néguev d’où une famine le chasse vers l’Égypte.

### Premier récit de la descente d'Abram en Égypte
Sur la route, Abram demande à Saraï de déclarer aux Égyptiens qu'elle est sa sœur, car il pense être tué s'il se présente comme mari d'une si belle femme, tandis qu'avoir une sœur aussi belle lui vaudra d'être bien traité. À leur arrivée, le Pharaon s'attribue Saraï pour femme. Elle est prise dans son palais, et Abram reçoit de nombreux cadeaux.

### Premier récit d'Abram et Loth
Abram passe par le Néguev pour refaire une invocation à l'autel qu'il avait construit entre Béthel et Aï. Abram et Loth sont devenus si riches en troupeaux que le pays ne subvient plus à l'ensemble de leurs besoins. Une querelle éclate entre leurs bergers, et Abram recommande à Loth de se séparer de lui pour préserver leur fraternité. Loth s’installe à Sodome ; Dieu redit à Abram qu'il lui donne le pays de Canaan et l'incite à le parcourir, puis Abram s'établit au Chêne de Mambré, près d'Hébron, et y construit un autel.

### Abram guerrier

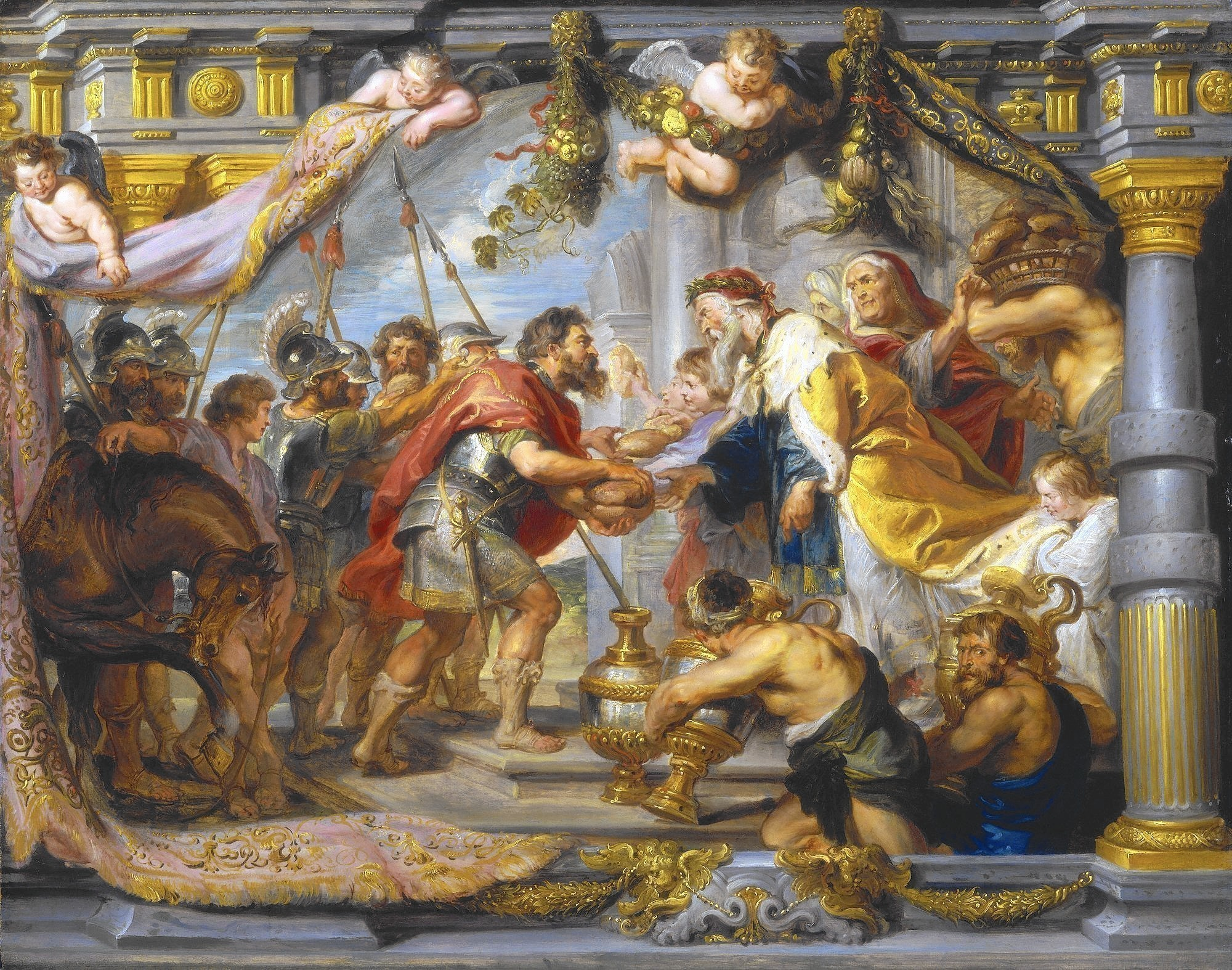
La Rencontre d’Abraham et Melchisédech, tableau de Rubens, vers 1625.

Un jour, Abram apprend la capture de Loth lors d'un sac de Sodome mené par Kedorlaomer, roi d'Élam et maître de cette ville qui se rebellait. Abram poursuit les ravisseurs avec 318 vassaux, les assaille de nuit à Dan, les bat et les poursuit jusque vers Damas, d'où il ramène Loth parmi d'autres prisonniers, et les biens confisqués lors du sac. À son retour, Abram est béni par Melchisédech, prêtre de Dieu et roi de Salem, à qui il donne la dîme de tout ce qu'il a. Puis le roi de Sodome lui dit de conserver les biens récupérés, ce qu'il refuse personnellement, laissant les vassaux qui l'ont accompagné prendre leur part.

### Premier récit de l'alliance
Après ces évènements, Dieu s'adresse à Abram par une vision et conclut avec lui une alliance. Abram se plaint de ne pas avoir d'enfant, d'avoir pour seul héritier son serviteur Eliézer de Damas, et Dieu lui promet une multitude de descendants. Lorsque Abram lui demande comment il saura que le pays de Canaan lui appartient, Dieu lui donne une liste d'animaux à lui procurer. Abram les coupe en deux, sauf les oiseaux, puis chasse des rapaces qui fondent sur les cadavres. Dieu ajoute alors que ses descendants seront pendant quatre cents ans esclaves d'un autre pays, dont ils sortiront avec de grands biens pour revenir dans le pays de Canaan qu'il leur a donné, et qui s'étend du Nil à l’Euphrate. « Une grande ténèbre tombe sur Abram. Il dit à Abram : “[…] et toi tu viendras vers tes pères, en paix. Tu seras enseveli en bonne sénescence” ».

### Naissance d'Ismaël

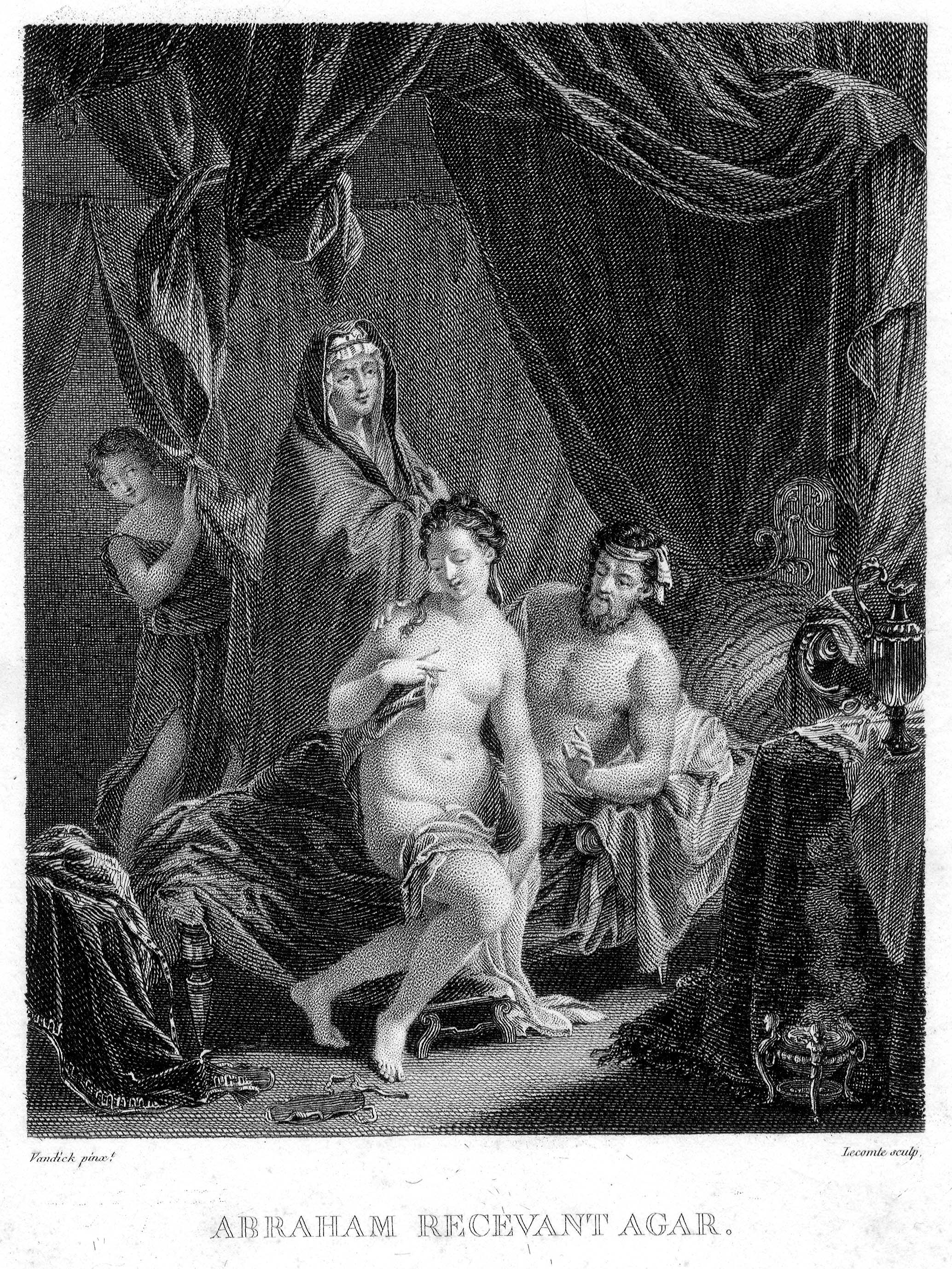
Abraham recevant Agar.

Abram accepte la proposition de Sarah qui, pour avoir un fils, lui donne sa servante égyptienne Agar comme femme. Enceinte, « sa patronne s'allége à ses yeux », Sarah s'en plaint à Abram. Abram répond qu'Agar est en sa main et qu'elle lui fasse le bien à ses yeux. Sarah fait violence à Agar et Agar fuit. Un messager de Dieu vient à Agar pour qu'elle retourne vers sa patronne et Agar enfante Ismaël.

### Second récit de l'alliance
Treize ans après, Abram a 99 ans, Dieu apparaît et lui propose à nouveau une alliance. Il le nomme Abraham, car il lui promet de nombreux descendants parmi lesquels des rois qui régneront sur le pays de Canaan. En échange, Abraham et ses descendants devront le reconnaître comme leur Dieu (« Elohîm » - Dieu de la terre - "El Shadaï" - G.24-3 à 7)), et pratiquer la circoncision à l'âge de huit jours de tous leurs mâles, esclaves et étrangers compris, en « Pacte de chair ». Dieu change le nom de Saraï en Sarah et lui dit qu'elle enfantera dans un an Isaac, par lequel passera l'alliance, puis s'éloigne après lui avoir dit : « Il (Ismaël) enfantera douze princes et je le donne pour grande nation ». Le jour même, Abraham circoncit tous ses mâles, dont lui-même, Ismaël et ses esclaves.

### Second récit d'Abraham et Loth

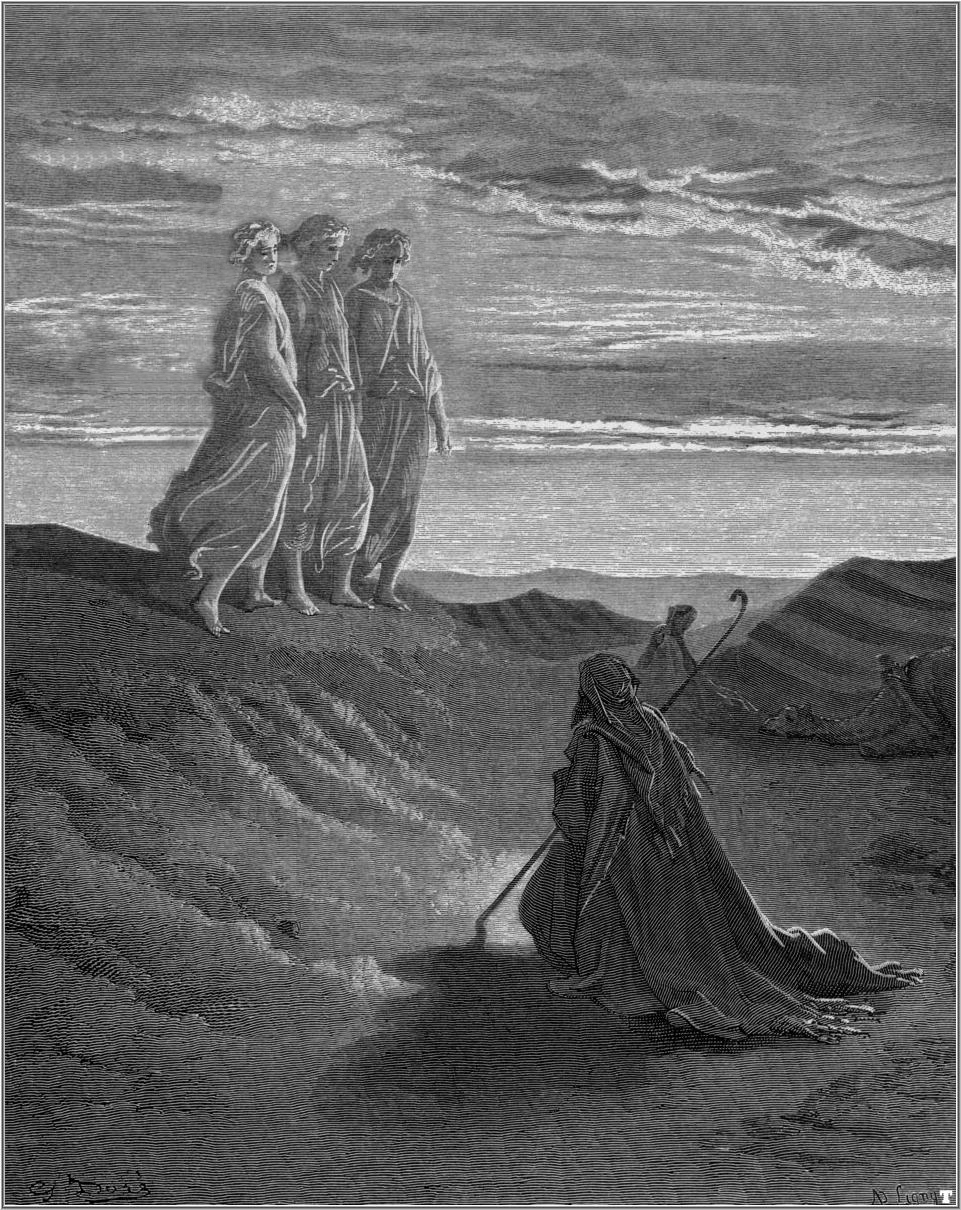
Abraham recevant la visite de l’Éternel par Gustave Doré.

Dieu se fait voir à Abraham aux chênes de Mambré, et trois hommes sont postés devant lui. « Il voit, court à leur abord, de l'ouverture de la tente et se prosterne à terre. » Puis Abraham leur offre l'hospitalité. Dieu répète à Abraham que Sarah aura un fils et alerte Abraham pour dire que Sarah a ri de ce qui lui avait été dit pour l'enfant à cause de son âge. Puis « les hommes se lèvent de là. Ils observent les faces de Sodome. Abraham va avec eux pour les envoyer. » (G. 18-16).

### Sodome et Gomorrhe
Dieu dit : « la clameur de Sodome et Gomorrhe, oui, elle s'est multipliée. Leur faute, oui, elle est très lourde… Je descendrai donc et je verrai : s'ils ont fait selon leur clameur venue à moi, l'anéantissement ! Sinon, je le saurais ! » (G.18-20 à 21). Abraham dit : « Extermineras-tu le juste avec le criminel ? Peut-être existe-t-il cinquante justes à l'intérieur de la ville ? Les extermineras-tu aussi ? Ne supporterais-tu pas le lieu pour les cinquante justes qui sont en son sein ? Profanation ! Toi, faire une telle parole : mettre à mort le juste avec le criminel ! Il en serait du juste comme du criminel ? Profanation ! Toi, le juge de toute la terre, tu ne ferais pas jugement ? » Dieu entre dans la non compréhension d'Abraham face à ses dires et finit par dire : « Je ne détruirai pas pour les dix. Dieu va quand il a achevé de parler avec Abraham. Abraham retourne à son lieu ».
Le lendemain, Abraham est témoin de ce qu'il voit de loin : « la vapeur de la terre montait comme une vapeur de fournaise », « des faces de Sodome et Gomorrhe, toutes les faces de la terre du Cirque » (terres de Loth (G.12-11)), mais Dieu (nommé là : « Elohîm » - « Dieu de la terre » (G.24-3)) envoie son neveu hors du bouleversement Loth.

### Second récit de la tricherie d'Abraham
Un jour, Abraham va dans la ville de Guérar, et présente Sarah comme sa sœur au roi Abimelech. Le roi « envoie prendre Sarah ». Dieu (« Elohîm ») vient vers Abimelekh en rêve, la nuit. Il lui dit : « Te voici mort à cause de cette femme que tu as prise, elle est mariée à un mari ! ». Mais Abimelekh ne l'avait pas approchée. Il dit : « Adonaï ! La nation juste aussi, la tueras-tu ? ». Le mensonge d'Abraham et de Sarah est découvert. Le lendemain, Abraham avoue son mensonge et dit : « vrai, elle est aussi ma sœur par son père […] et c'est quand les Elohîm (les dieux) m'ont fait vaguer de la maison de mon père, je lui ai dit : « Voici ton chérissement : tu me le feras en tout lieu où nous viendrons. Dis de moi : « c'est mon frère » ! »
Abimelech rend Sarah, offre des présents au couple, puis « Abraham prie l'Elohîm : Elohîm guérit Abimelech, sa femme et ses servantes, elles enfantent ». ». Note : « L'Elohîm qui guérit » c'est « Raphaël ».

### Naissance et sacrifice d'Isaac

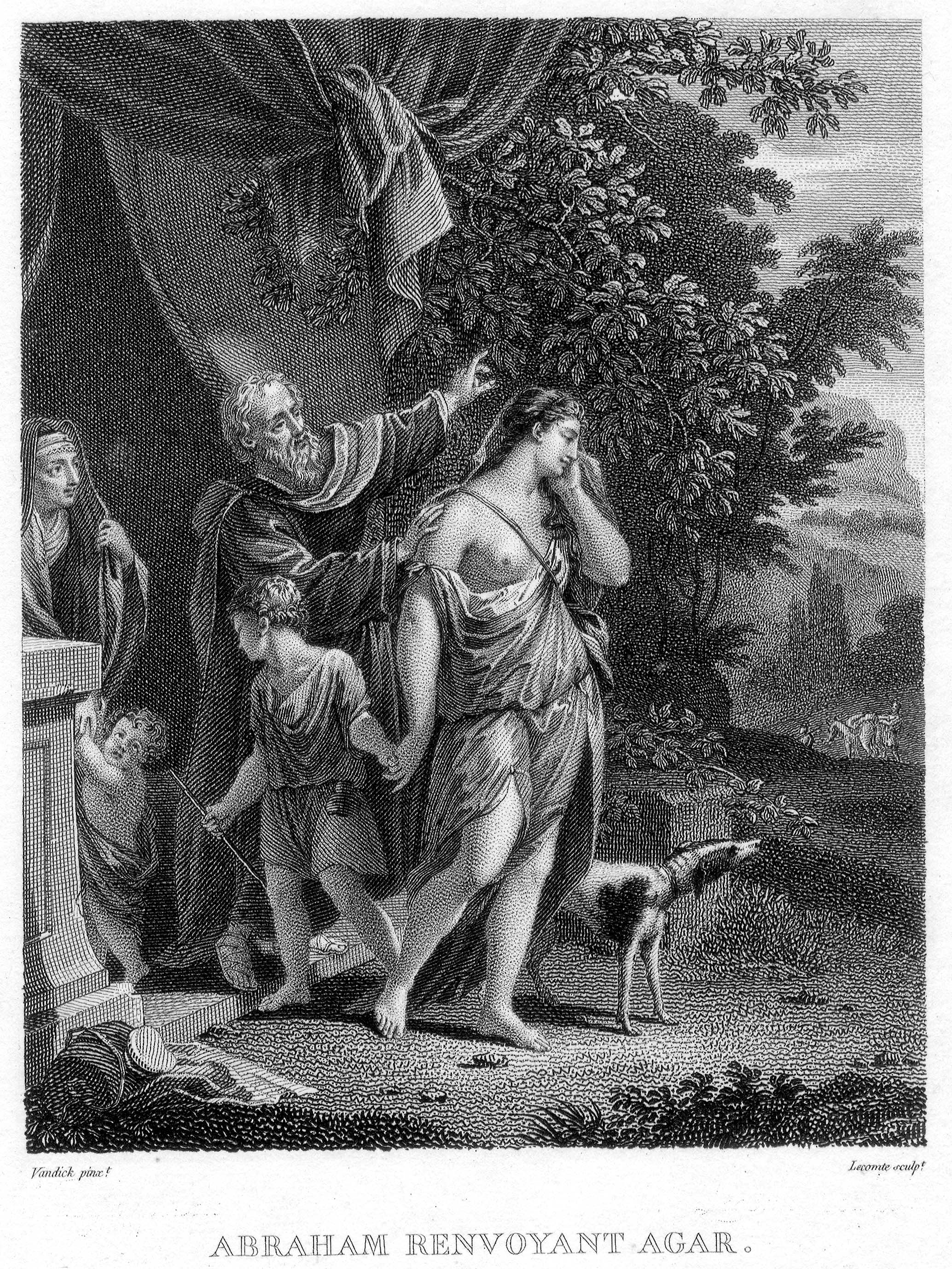
Abraham renvoyant Agar.

Alors qu'Abraham est âgé de cent ans, son fils Isaac naît. Abraham le circoncit à l'âge de huit jours, « comme le lui avait ordonné Elohîm ». Le sevrage d'Isaac est fêté par un grand festin fait par Abraham.
« Sarah voit rire le fils (Ismaël) qu'Agar, l'Égyptienne, avait enfanté à Abraham. Elle dit à Abraham : « répudie cette servante et son fils ! Non, le fils de cette servante n'héritera pas avec mon fils, avec Isaac » ! », « La parole fait très mal aux yeux d'Abraham, au sujet de son fils. Elohîm dit à Abraham : « Que cela ne fasse pas mal à tes yeux, pour l'adolescent et pour ta servante. Tout ce que te dira Sara, entends sa voix. Oui, en Isaac sera criée pour toi semence. Mais le fils de la servante, lui aussi, en nation, je le mettrai, oui, c'est ta semence. »
Alors Abraham emmène Agar et Ismaël.
Abraham et Abimelech, roi de Guérar, tranchent un pacte. Les serviteurs d'Abimelech accaparent le puits de Beer-Sheva ; Abraham s'en plaint, et donne du bétail à Abimelech, dont sept agnelles pour témoigner qu'il a lui-même creusé le puits. Ils concluent ainsi une alliance à Beer-Sheva.

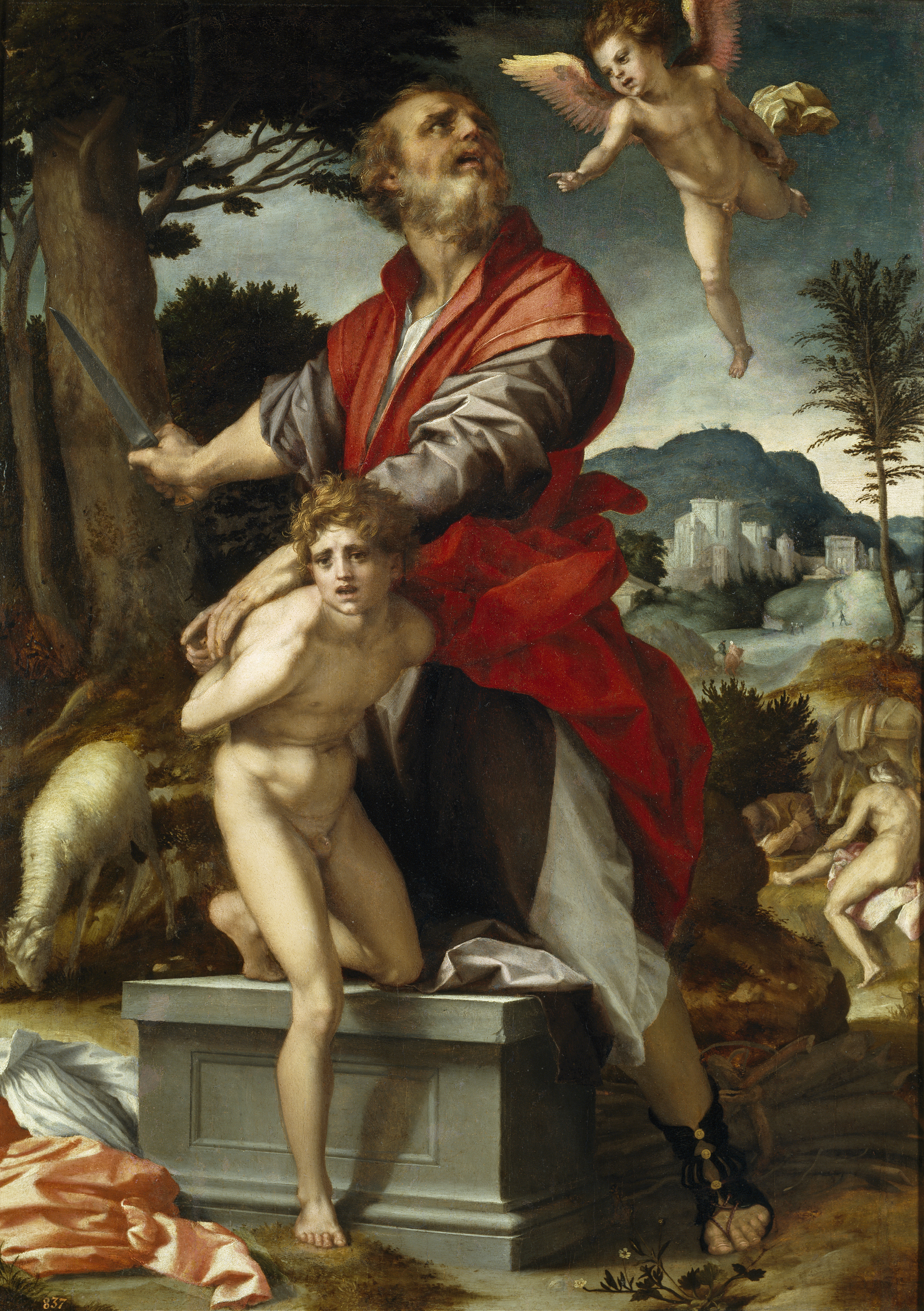
Le Sacrifice d'Isaac, Andrea del Sarto (1522).

"Et c'est après ces paroles, Elohîm éprouve Abraham (nota : « le Dieu qui éprouve » est donné être Satân ou Shaïtan : de très nombreux liens - Satân étant « l'envoyé » sur terre, qui vient troubler les humains pour tester leur attachement total à Dieu, cf : « Job », en principal, ou Jésus et ses 40 jours au désert, etc.). Il lui dit : « Abraham ! » Il dit : « Me voici. » Il dit : « Prends donc ton fils, ton unique, celui que tu aimes, Is' hac, va pour toi en terre de mont Moriah, là, monte-le en montée. » Abraham fend des bûches, et part avec Isaac, un âne et deux adolescents. "Le troisième jour, Abraham porte ses yeux et voit le lieu de loin. Abraham dit à ses adolescents : « asseyez-vous ici avec l'âne. Moi et l'adolescent, nous irons jusque-là. Nous nous prosternerons puis nous retournerons vers vous. » (G.22 : 4 à 5. Bible de Chouraqui) Il charge Isaac des bûches. Sur la route, Isaac demande où est l'agneau de la montée (sacrifice), et Abraham dit : "Elohîm verra pour lui l'agneau de la montée, mon fils.". Une fois arrivés, Abraham élève un autel, dispose les bûches et lie son fils au bûcher. Alors qu'il tend la main pour égorger son fils, le messager de IHVH Adonaï (le messager de YHWH), crie vers lui des ciels et dit : "Abraham ! Abraham !" Il dit : « Me voici. » Il dit : « Ne lance pas ta main vers l'adolescent, ne lui fais rien ! Oui, maintenant je sais que, toi, tu frémis d'Elohîm (« Frémir », ici : « par peur ») ! Pour moi, tu n'as pas épargné ton fils unique. »
Un bélier, qu'Abraham voit pris au piège dans un fourré, est sacrifié à sa place. « Le messager de IHVH crie à Abraham, une deuxième fois, des ciels. Il dit : « je le jure par moi, harangue de IHVH Adonaï : oui, puisque tu as fait cette parole et que tu n'as pas épargné ton fils, ton unique, oui je te bénirai, je te bénirai, je multiplierai, je multiplierai ta semence, comme les étoiles des ciels, comme le sable, sur la lèvre de la mer : ta semence héritera la porte de ses ennemis, toutes les nations de la terre se bénissent en ta semence, par suite de ce que tu as entendu ma voix » » (G. 22 - 15 à 18 - Bible Chouraqui). Puis Abraham retourne à Beer-Sheva.

### Décès et sépulture de Sarah
Un jour, Sarah meurt à Hébron, et Abraham la pleure à ses funérailles. Il demande aux fils de Het, aussi appelés Hittites, propriétaires du lieu, un tombeau à Hébron pour y enterrer Sarah. Ils lui proposent de choisir parmi tous leurs tombeaux celui qu'il préfère, car ils craignent d'offenser Dieu en lui refusant quelque chose. Abraham choisit la grotte de Makpéla, près de Mambré. Son propriétaire, Éphron, veut la lui donner avec le champ qui l'entoure, mais Abraham tient à payer le champ. Éphron estime la terre à quatre cents sicles d’argent, qu'Abraham paye « au cours du marchand ». Puis Abraham enterre Sarah.

### Recherche d'une femme pour Isaac et mariage
Un jour, Abraham, vieilli, demande à son plus ancien serviteur de ramener de son pays une femme de sa famille pour Isaac. Le serviteur part pour Aram. Là, le soir venu, il fait s'accroupir les chameaux près du puits et voit Rébecca, petite-nièce d'Abraham, charmante et vierge, y remplir sa cruche. Elle accepte de lui donner à boire, remplit spontanément l'abreuvoir pour désaltérer ses chameaux et lui propose l'hospitalité. Le serviteur dévoile alors l'identité de son maître. Chez eux, Laban, frère de Rébecca, et son père Betouel, acceptent qu'elle devienne femme d'Isaac. Le serviteur d'Abraham leur offre de nombreux présents, et part le lendemain avec Rébecca. Dès leur retour, Isaac aime et épouse Rébecca.

### Autre descendance et mort d'Abraham

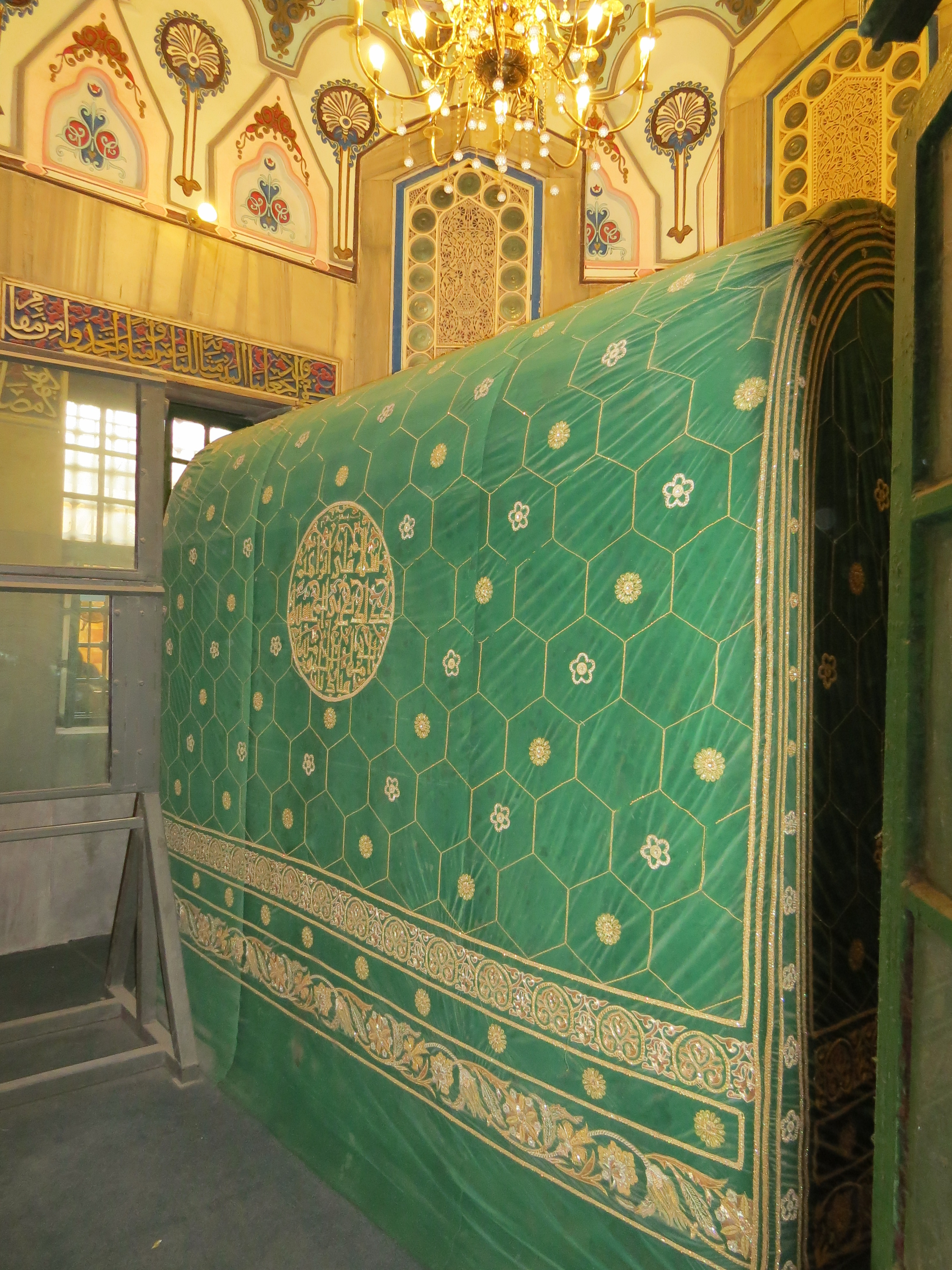
Tombe d’Abraham située selon la tradition sous son cénotaphe dans le tombeau des Patriarches.

Puis Abraham épouse Ketourah qui lui donne six fils : Zimran (en), Yoqshan (en), Medan (en), Madian, Yishbaq (en) et Schouah (en). Abraham leur fait des dons et les envoie vers l'est, loin de son fils Isaac. Il meurt heureux à 175 ans. Isaac et Ismaël l'enterrent dans la grotte de Makpéla, à côté de Sarah.

## Exégèse biblique d'Abraham

### Genres littéraires
Le récit biblique des traditions abrahamiques, probablement collecté et mis par écrit à Hébron (très ancienne ville de Judée) à partir du VIIe siècle av. J.-C., est constitué de l'alternance de plusieurs genres littéraires : histoires légendaires (récits ethnologiques et étiologiques), listes (itinéraires et généalogies), discours et dialogues. Les principaux thèmes du cycle d'Abraham sont le cheminement du patriarche et de sa famille, les promesses divines (terre, descendance innombrable) et les obstacles à ces promesses. L'auteur du cycle d'Abraham est peut-être un scribe au service de cette couche aisée de paysans-éleveurs méfiants du pouvoir central jérusalémite du royaume de Juda. Ce scribe au service d'une idéologie théocratique et antimonarchique, met en scène un des représentants de cette couche aisée, Abraham, présenté comme un « aristocrate rural, propriétaire et éleveur de bétail, reflétant la situation socio-économique du am ha'aretz (en) judéen de cette époque » et comme une figure royale fondatrice du monothéisme « primordial ».
Le récit biblique d'Abraham et de ses deux fils se trouve en Genèse 11,27 à 25,31 et forme un véritable cycle littéraire. Il suit immédiatement l'histoire des origines et précède la geste de Jacob et l'histoire de Joseph. Ce récit commence par le « toledot de Térah », la cohérence du système généalogique des toledots ayant été renforcée par un rédacteur du milieu sacerdotal.

#### Thématique de la transmigration
Abram quitte Ur (cité du dieu lunaire) pour Harran, à la demande de Dieu qui condamne l'idolâtrie lunaire de Térah, son père polythéiste qui adorait sans doute la divinité Sîn. Ur semblerait sa patrie d'origine mais Abram semble, d'après les textes les plus anciens du livre de la Genèse, une figure autochtone qui a toujours vécu dans la terre de Canaan, les textes les plus récents ayant reconstruit une figure exodique sur le modèle de l'exode hors d'Égypte. Selon une interprétation exégétique, cette migration légendaire vers Harran correspondrait au transfert du culte lunaire de la ville d'Ur vers le nord de la Mésopotamie tandis que le rédacteur biblique davidique ou salomonien aurait opéré un syncrétisme entre la divinité lunaire et Yahweh, le dieu d'Abraham. Abram, dans cette hypothèse, peut être originellement un dieu lunaire démythologisé dans la Bible et dont l'auteur biblique lui donne une femme stérile pour lui ôter toute descendance et perpétuation de culte lunaire.
La transhumance d'Abram se poursuit à Sichem, lieu de rassemblement des tribus de Palestine centrale à l'époque prémonarchique et à Béthel, capitale religieuse de l'Israël du Nord où Jéroboam Ier construit son temple royal. La transmigration s'achève à Hébron, capitale du royaume de Juda. Le cheminement d'Abram est jalonné de nombreux centres commerciaux importants, comme Sichem et surtout Harran, connu pour être un grand centre caravanier. Cyrus Gordon fait des patriarches des sortes de princes-marchands. Selon la thèse de ce chercheur, Abram originaire d'Ur serait un grand caravanier qui aurait dépendu d'une législation hittite destinée à régler la situation juridique des commerçants à l'étranger. W.F. Albright propose une thèse similaire : Abram, comme tous les Patriarches, vivait du commerce caravanier international. La conception traditionnelle de son métier repose sur les éléments les plus anciens du livre de la Genèse qui le présentent non pas comme un riche caravanier mais comme un éleveur semi-nomade de chèvres, de moutons et même de vaches, faisant de courtes étapes en quête de pâturage et de sources d'eau pour son bétail. Quelle que soit sa profession, une autre interprétation exégétique veut que le récit biblique de la migration d'Abram refléterait une idéologie théocratique et antimonarchique. En faisant d'Abram une figure royale et prophétique, le rédacteur biblique réalise un transfert de l’idéologie royale (et donc la « démocratisation » de celle-ci) sur le patriarche, la Torah étant écrite dans une perspective sudiste. Le Livre de la Genèse convoque ainsi pouvoir temporel et spirituel et « promeut un Abraham œcuménique, en réunissant en lui les différents courants et idéologies du judaïsme postexilique ».

#### Thématique de l'Exode
À l'origine, le récit patriarcal sur Abraham est un texte spécifique sur sa descendance, la légitimation de son territoire, les liens avec les peuples voisins. Alors qu'il n'est pas relié à celui de Exode, le milieu sacerdotal réalise tardivement ce lien littéraire et cherche ainsi à rassembler les différentes traditions fondatrices d’Israël. Le cheminement d'Abraham passe d'ailleurs par les trois régions d'installation des juifs (Mésopotamie, Palestine à la suite de l'exode d'Abraham et de son clan de la cité mésopotamienne, Égypte) à l'époque perse et hellénistique. Enfin, d'après le professeur Römer, "l’analyse littéraire de l'histoire d'Abraham montre que les migrations du patriarche sont des créations tardives qui veulent faire de lui un modèle pour les exilés babyloniens, appelés à retourner en Judée".

### Thèses sur la signification du sacrifice d'Isaac

Laurent de La Hire, Abraham sacrifiant Isaac (1650), Reims, musée des Beaux-Arts.

On a avancé que le sacrifice d’Abraham signifierait la fin des sacrifices humains, pratique qui aurait perduré chez d’autres peuples sémitiques. Les Phéniciens (carthaginois en particulier) continuèrent à sacrifier les premiers nés mâles en gage de fécondité dans les sanctuaires de Tanit et de Baal Hamon. Les lieux où se pratiquaient ces sacrifices sont appelés « tophets ». Ce rite se serait prolongé jusqu’au IIe siècle av. J.-C. d’après les fouilles effectuées en Sardaigne, en Sicile et à Carthage. Dans cette perspective, Abraham aurait accompli un rite ethnique cohérent avec la promesse d’une nombreuse descendance.
La tradition juive place cette scène sur le mont Moriah (Genèse 22:2) à l’emplacement actuel du dôme du Rocher à Jérusalem. La tradition musulmane situe le sacrifice, non pas d’Isaac, mais d’Ismaël, dans le désert.
Dans la tradition juive, cet épisode est désigné comme la « ligature » d’Isaac (akeda) car Dieu ne demande pas explicitement à Abraham de tuer son fils. Le souvenir de la ligature d'Isaac est commémoré à chaque nouvelle année juive, lors de la fête de Rosh Hashana. Dans la tradition musulmane, le sacrifice d’Abraham est l’acte fondateur de l’abandon total de la créature à son créateur : le symbole de la confiance absolue en la volonté divine. Son souvenir est commémoré chaque année par la fête du sacrifice ou Aïd al-Adha où l’on sacrifie rituellement un mouton. Car Abraham sacrifia un mouton à la place de son fils.
Cette scène est souvent représentée dans l’iconographie chrétienne (Rembrandt, Jean Goujon…).
At-Tabarî et Ibn Kathîr s'opposent sur le fait qu’Isaac ou Ismaël soit le fils conduit par Abraham au sacrifice. Parmi les arguments avancés (entre autres) Genèse 22.2 : « Dieu dit : Prends ton fils, ton unique », Isaac ne pourrait être fils unique d’Abraham puisque Ismaël - son demi-frère né de Agar - est plus âgé que lui de quatorze ans selon la Bible. Les questions portent simplement sur la définition qui aurait été donnée à l'époque de fils : naturel, ou bien légitime.
Dans la Bible, la promesse de Dieu d'avoir des enfants a été faite à Abraham et Sara non à Agar (le projet de Dieu devait se faire par Sara même si cette dernière donna sa servante à son mari).

## Abraham dans les religions abrahamiques

### Abraham dans la tradition juive

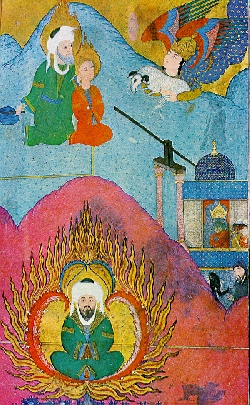
Scène de la fournaise dans le manuscrit turc de 1583 des Zubdat al-Tawarikh de Luqman-i-Ashuri.

Dans la tradition juive, Abraham est appelé Avraham Avinou (en hébreu : אברהם אבינו), « notre père Abraham », signifiant qu'il est à la fois le progéniteur des Juifs (y compris les convertis) et le père du judaïsme. Sa vie peut être évoquée dans les sections hebdomadaires (parasha) du cycle annuel juif de lecture de la Torah, principalement dans les Lekh Lekha, Vayeira, Hayei Sarah et Toledot. L'année de sa naissance dépend de la computation de la chronologie des patriarches ainsi que de la fixation du commencement de l'Anno Mundi. Cette année varie entre 1946 et 1961 anno mundi. Dans le calendrier hébraïque, la tradition juive s'appuie sur le midrash Seder Olam Rabba qui fixe la naissance du patriarche en l'année 1948 après la Création, soit 1812 avant l'ère chrétienne.
La brit milah, circoncision au huitième jour, est une cérémonie qui perpétue l'alliance que Dieu a conclue avec Abraham et sa descendance. Le miniane, le quorum nécessaire à toute cérémonie juive, est de dix membres ; le même nombre de dix personnes intègres aurait permis à Sodome et Gomorrhe de ne pas être détruites.
Le serviteur anonyme d'Abraham qui va chercher Rébecca, est assimilé par le Midrash à Éliézer de Damas.
Le Bereshit Rabba et le targoum de la Genèse contiennent nombre de récits sur Abraham qui font de lui le prototype du rabbin missionnaire : après avoir détruit les idoles de son père païen, Abraham refuse de rendre un culte à celles du roi Nimrod, ce dernier le faisant jeter dans une fournaise ardente dont il est délivré par l'archange Gabriel.

« Abraham s'est efforcé continuellement d'atteindre une plus grande connaissance de Dieu, et quelle que soit la connaissance qu'il ait acquise, il l'a immédiatement diffusé aux autres. Parce que tout son savoir avait pour but d'enseigner aux autres, Abraham donne l'exemple de l'attribut de "Hessed" (gentillesse) »

Abraham représente pleinement la Sefirah Hessed reconvertie dans la foi en Dieu beaucoup de gens renouvelant l'innocence la plus vraie.

### Abraham dans la tradition chrétienne

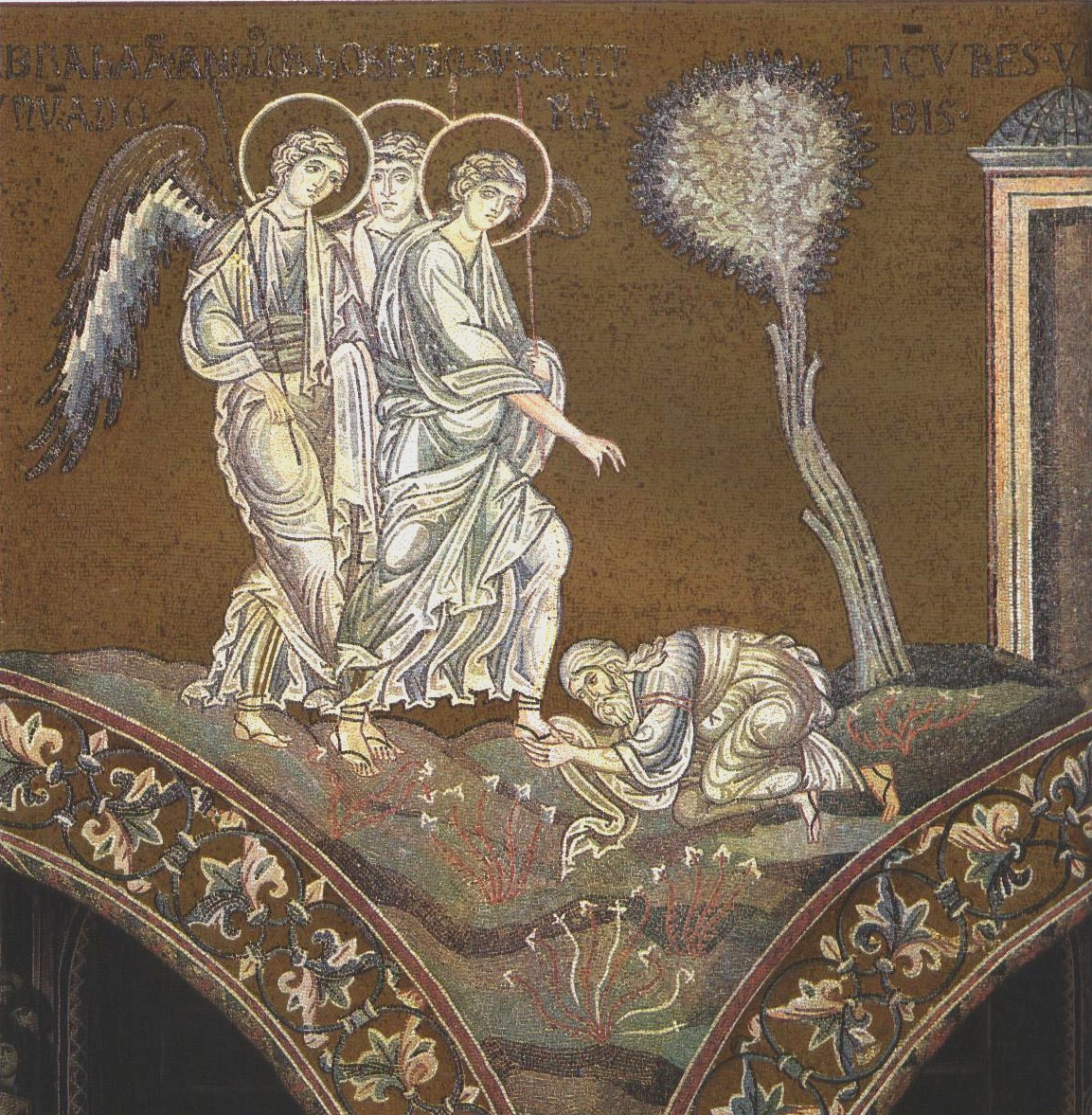
Abraham se prosterne devant les trois envoyés, mosaïque de la cathédrale de Monreale, XIIe siècle.

Abraham est relativement peu cité dans l'Ancien Testament par rapport aux autres personnages fondateurs (le nom Abram ou Abraham y apparaît 236 fois contre 359 pour Jacob, 772 pour Moïse et 1080 pour David). Il devient le héros d'un certain nombre d'écrits intertestamentaires : le Testament d'Abraham, Apocalypse of Abraham, le Livre des Jubilés chap.6, (et tous récits vétérotestamentaires qui pourraient nuire à sa gloire) et aux évangiles ou Nouveau Testament (75 références ; Moïse 80 fois, David 58 fois).
Les épîtres de Paul critiquent l'Ancien Testament qui réduit le rôle d'Abraham à un père généalogique, Paul faisant de lui le « père de la foi ». Il est considéré comme un patriarche de l'Ancien Testament, prototype au plus haut degré de la piété de l'Ancien, comme du Nouveau Testament. Selon Jean Chrysostome, Abraham est le protecteur et le maître de son peuple entouré de païens. Augustin d'Hippone, quant à lui, écrit dans La Cité de Dieu que la promesse de Dieu faite à Abraham de multiplier sa descendance et sa bénédiction s'étend à chaque homme sur lequel descend la bénédiction divine. Lorsque Abraham est béni après qu'on eut apporté le vin et le pain au grand prêtre Melchisédech, les chrétiens à la suite des Pères de l'Église y voient une préfiguration de l'Eucharistie. La prosternation d'Abraham à Mambré devant les trois Anges est un épisode particulièrement médité par les Églises d'Orient, orthodoxes ou non. Grégoire de Nysse dans son Sur la divinité du Fils et de l'Esprit et la louange d'Abraham le Juste considère que l'ange au moment du sacrifice d'Isaac est une manifestation de la Trinité. Traditionnellement le sacrifice d'Isaac est reçu par le christianisme primitif comme une annonce du sacrifice de Jésus. Jean Chrysostome fait l'éloge du courage d'Abraham.
L'Église d'Orient fête deux fois la mémoire d'Abraham : le 9 octobre avec son neveu Loth, et le deuxième dimanche avant Noël. Le martyrologe romain fête Abraham également le 9 octobre.

### Abraham dans la tradition musulmane

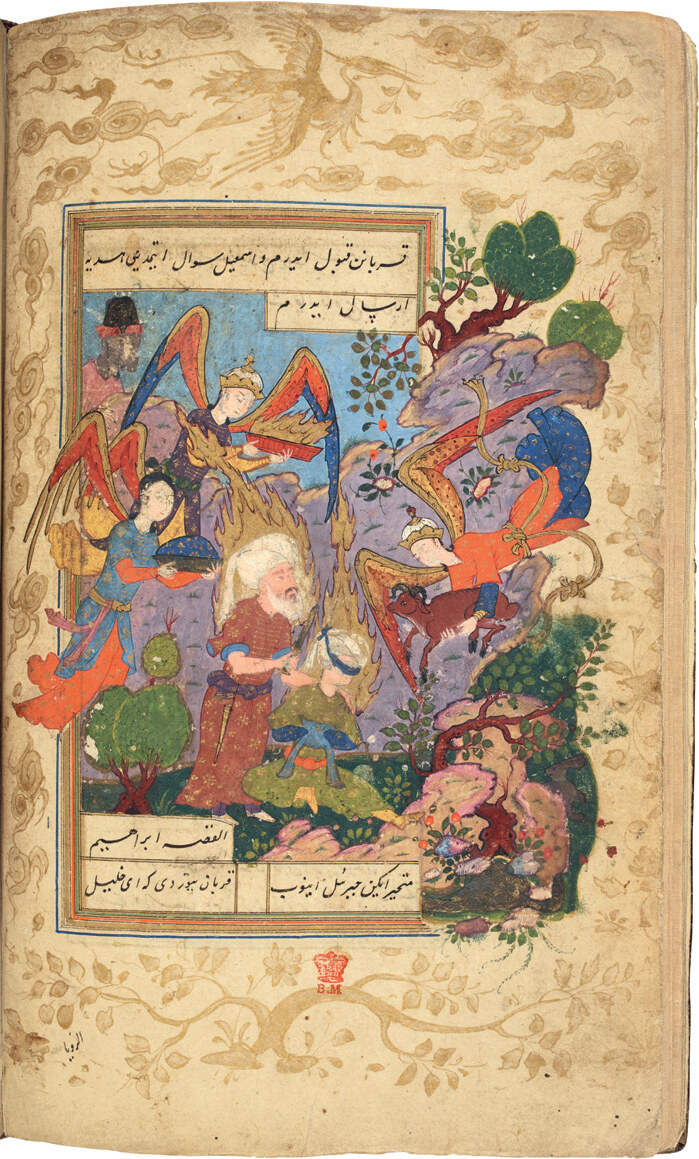
Sur une enluminure ottomane, Gabriel arrête le bras d’Abraham prêt à sacrifier son fils que la tradition islamique identifie à Ismaël.

Abraham, vocalisé Ibrahîm (arabe : إبراهيم) est un personnage du Coran qui y apparaît dans vingt-cinq sourates. Communément appelé Khalil Allah (l'ami intime de Dieu) et Sayyidina Ibrahim (notre père/maître Ibrahim),, Ibrahîm est l'un des prophètes de l'islam et un hanîf — un fondateur du monothéisme — qui joue un rôle essentiel dans la foi musulmane, l'islam se percevant comme la continuité de la religion (milla) d'Ibrahim.
Dans le Coran, la figure d'Ibrahîm est relativement différente de l'Abraham biblique. Le récit coranique est à l'intersection de plusieurs sources. L'influence biblique est plutôt indirecte et se retrouve par l'influence de textes midrashiques ou intertestamentaires. De même, les traditions anciennes font référence au Testament d'Abraham, à l'Apocalypse d'Abraham, au Livre des Jubilés. Ainsi, dans la Bible, Abraham est un patriarche et non un prophète au sens que donneront les textes plus tardifs à ce terme. L'islam a, à l'inverse, inclus Ibrahîm dans sa doctrine sur la prophétologie. Pour les musulmans, Ibrahîm ferait partie de ces hommes envoyés par Dieu pour restaurer un monothéisme originel.
La figure d'Ibrahîm est généralement présentée aux musulmans comme le modèle du croyant, par sa soumission à Allah qui est commémorée annuellement par l'Aïd al-Adha. Présenté comme un exemple de la foi originelle, elle permet à Mahomet de se rattacher au monothéisme sans se dire juif ou chrétien et d'acquérir une légitimité biblique. Cette mise en place d'une figure d'un prophète modèle permet, en creux, de disqualifier les deux autres monothéismes, les accusant d'avoir dévié de la foi originelle. La tradition musulmane lui attribue en outre l'institution de la circoncision ainsi que, avec l'aide de son fils Ismaïl, la construction d'un temple qui devient lieu de prière et de pèlerinage, identifié par les commentateurs musulmans à la Ka'ba.
« Abraham apparaît comme une rétroprojection de Mahomet lui-même » : la figure d'Ibrahîm, sa présence à la Mecque, la participation à certains rites, évoquent celle de Mahomet. L'islam a donné une grande importance à Ibrahîm, tant dans ses textes et ses traditions que dans ses rites. Ainsi, Abraham est évoqué aussi bien dans la prière rituelle que dans le pèlerinage à La Mecque. Cette prépondérance est accentuée par le récit traditionnel (plus que coranique) de l'ascension au ciel de Mahomet. Ce récit pourrait symboliser le fait que Mahomet « rejoue » la vie d'Ibrahîm et la dépasse.

## Anthroponymie
L'onomastique propose plusieurs pistes concernant l'étymologie du nom d'Abraham.
Le récit de la Genèse (17:5) offre concernant le nom d'« Abraham » (en hébreu : אַבְרָהָם) une explication étymologique populaire qui reste largement répandue, selon laquelle il signifie « père d’une multitude [de nations] » mais qui n'en est pas moins inexacte même s'il contient effectivement un jeu de mots avec un terme hébreu signifiant « la foule ». L'origine du premier nom du patriarche biblique, « Abram » (אַבְָרם), est, pour sa première partie (ab- ou av- :אב) une racine sémitique bien établie signifiant « père » et, pour sa seconde (-ram : רם), soit dérivée de l'akkadien ra’âmu (« aimer ») ou du sémitique occidental rwm (« être élevé »). Ce nom théophore (ab- ou av- le père pouvant être le Dieu ou l'ancêtre divinisé) est d'ailleurs courant au premier et deuxième millénaire chez les Araméens et les Sémites du Sud.
Le nom peut dès lors avoir signifié, suivant la première possibilité, « Il aimait le père » ou « le père aime » ou, suivant la seconde, peut-être plus convaincante, « il s'est élevé par rapport au père » marquant un lignage distingué. Un autre sens proposé habituellement par les exégètes est le « père est élevé », et « père exalté [ou haut] » ou « exalté par le père » sont également possibles ; le terme de « père » réfère probablement alors à la divinité vénérée par le porteur du nom. Quoi qu'il en soit, le nom « Abram », s'il n'est présent qu'à quatre reprises dans la Torah — dans la Genèse 11:26 et 17:5, le Livre de Néhémie 9:7 et le Premier livre des Chroniques 1:26 —, semble avoir été relativement populaire dans le Proche-Orient antique depuis le deuxième millénaire avant l'ère chrétienne.
A contrario, on rencontre le nom « Abraham » — dont on ne connait pas de dérivatif en hébreu — à d'innombrables reprises dans la Bible, concernant exclusivement le patriarche, et une partie de la recherche s'accorde pour considérer qu'il soit en fait une simple variante dialectale d'« Abram » par ajout du h (ה) aux racines verbales, un phénomène connu en araméen et dans d'autres langues. Il est également possible que les noms de deux ancêtres différents aient été fusionnés par les rédacteurs bibliques et que le nom « Abraham » ait été privilégié pour précisément distinguer le patriarche hébreu d'avec les multiples « Abram ». Nahuml M. Sama voit l’idée de rébellion dans l’étymologie du nom d’Abraham : « Il s’est élevé par rapport au père ». L'historien Mario Liverani (2004) a tenté de mettre Abraham en relation avec une tribu « R(w)hm » mentionnée dans une stèle égyptienne de Séthi Ier datant de 1289 av. J.-C. et découverte à Beït Shéan : « On a parfois essayé de mettre Abraham en relation avec une tribu « r(w)hm » mentionnée dans une stèle égyptienne découverte à Beth-shéan (vers 1300) qui parle des Apirus ayant attaqué les (peuples) de r-h-m. ». Selon lui, les membres de cette tribu se définissaient comme les « fils de Raham » (Banu Raham) et ils avaient pour ancêtre éponyme un « père de Raham » (Abu-Raham), c'est-à-dire Abraham. Une autre hypothèse est qu'« Abraham est à l'origine […] l'éponyme d'une tribu de Banu Raham attestée en Palestine centrale au XIIIe siècle av. J.-C. pour disparaître ensuite en tant que telle, mais en laissant des traces dans les généalogies tribales ». Une autre stèle de victoire dans le temple d'Amon à Karnak fait peut-être référence au « champ d’Abraham » ou « fort d’Abraham » situé dans le Néguev. Une autre conjecture onomastique identifie ce nom au lexème rhn apparaissant dans des textes d’exécration (fin IIIe, début IIe millénaire), rapprochant Abraham d'un dénommé Aburahana, prince de Samhuna, en Galilée. Abraham signifierait alors « Père de la tribu rhn ». Toutes ces conjectures sont cependant hasardeuses et ne peuvent omettre que le récit de la Genèse (17:5) est avant tout un énoncé performatif par lequel Dieu fait d'Abraham la figure par excellence de l'ancêtre.

## Historicité d'Abraham
Le livre de la Bible dans lequel l'histoire d'Abraham est racontée a vraisemblablement été rédigé entre les VIIe et Ve siècles av. J.-C., combinant des récits de provenances diverses réunies par plusieurs rédacteurs. Cela semble traduire une origine tardive par rapport à d'autres figures patriarcales plus anciennes comme celle de Jacob.
Si la question de l’historicité du personnage biblique Abraham a fait, au cours du XXe siècle, l’objet d’un important travail scientifique par les archéologues, au début du XXIe siècle, les chercheurs ont depuis longtemps renoncé à tenter de faire de la figure d'Abraham — pas plus que de celles d'Isaac ou de Jacob — un personnage historique et la « quête d'un Abraham historique », propre à l'archéologie biblique, a été abandonnée.
Néanmoins, jusque dans les années 1980, les biblistes tels que Roland de Vaux défendaient l'historicité de l'époque patriarcale (en) même s'ils n’étaient pas d’accord sur l’époque précise, proposant des dates entre 2000 et 1300 avant notre ère. Ils se fondaient sur quatre arguments traditionnels infondés. Thomas Römer ne remet pas en cause l'historicité d'Abraham mais celle de ses migrations, selon lui : « des créations tardives qui veulent faire de lui un modèle pour les exilés babyloniens, appelés à retourner en Judée ».
L’existence d’archives extraordinairement abondantes (tablettes d’argile) a permis de conclure depuis que le nom « Abraham » se retrouve à différentes époques et en différents lieux de Mésopotamie, sans qu’aucune utilisation particulière à Ur puisse être notée. De plus, les migrations en Mésopotamie sont désormais assez bien connues et il n'existe aucune trace archéologique d'une quelconque migration entre la Mésopotamie et Canaan ou qu'une figure historique comme Abraham ait pu exister à l'âge du bronze. Les archéologues constatent également que la géographie de la Palestine à l'époque supposée d'Abraham ne correspond pas au récit biblique (la ville de Beer Sheva ou le nom d'Ur-Casdim n'existaient par exemple pas au XIXe siècle av. J.-C.) : la Terre promise du récit biblique ne saurait se trouver sur aucune carte dans la mesure où elle est à comprendre comme un lieu symbolique et non géographique.
La conclusion des études scientifiques est donc la non-historicité d’Abraham, qui n'en demeure pas moins un personnage biblique : la Bible propose, en effet, une lecture théologique de l'histoire, aussi est-il probable que l'auteur sacerdotal des récits d'Abraham ait donné une origine mésopotamienne au patriarche pour en faire un modèle pour le retour d'exil de la Golah (en) babylonienne, qu'il ait décrit sa transmigration en guise de reconstruction identitaire du passé juif et qu'un autre auteur biblique ait élaboré une rédaction universaliste dont le but théologique est de faire entendre la voix du « Patriarche de tous les hommes », visionnaire d'une humanité réconciliée. La légende abrahamique n'est donc pas purement hagiographique et mythique, elle a un caractère patriotique et universaliste, ce qui n'exclut pas la possibilité que cette figure légendaire et que les traditions abrahamiques gardent des « traces de mémoire » de type socio-historiques du deuxième et premier millénaire avant notre ère,. La question de l'existence d'un personnage réel derrière ces légendes reste ainsi sans réponse.

## Abraham dans les arts

### Iconographie

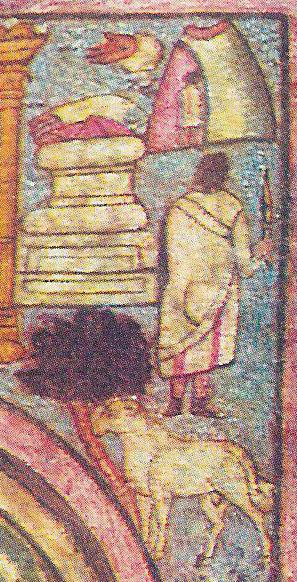
Scène de la ligature d'Isaac à Doura Europos, Abraham tenant le couteau du sacrifice.

Abraham est traditionnellement représenté comme un homme âgé à barbe blanche dans l'iconographie (peinture, sculpture, enluminure et mosaïques) juive, musulmane et chrétienne qui privilégient certains épisodes de sa vie selon l'importance doctrinale de chacun de ces épisodes dans les trois religions monothéistes : son hospitalité, sa rencontre avec Melchisédech, le renvoi d'Agar, la circoncision et en premier lieu le sacrifice d'Isaac. L'iconographie abrahamique médiévale est surtout chrétienne et très abondante.
Dans la tradition juive, la première image biblique attestée d'Abraham est celle du sacrifice d'Isaac dans la salle de prière de la synagogue de Doura Europos. La typologie iconographique juive privilégie les thèmes de l'Alliance et de la promesse d'une terre, d'une nation et d'un temple pour les juifs (visite des trois anges, annonce faite à Sarah, circoncision d'Isaac et d'Ismaël).

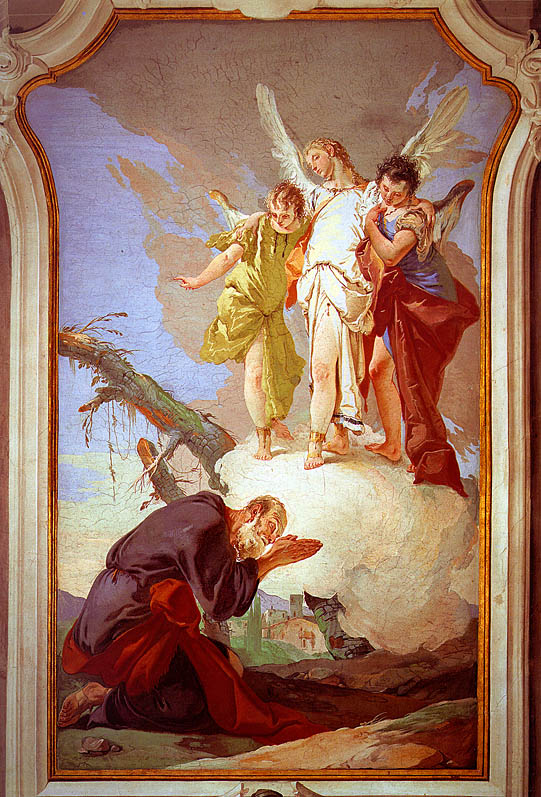
Abraham et les trois anges
Giambattista Tiepolo, 1726-1729
(palais archiépiscopal d'Udine).

La tradition iconographique chrétienne joue sur de nombreux symboles mettant en image l'exégèse chrétienne : l'annonce de la naissance d'Isaac est lue comme une préfiguration de l'Annonciation ; le sacrifice d’Isaac préfigure celui de Jésus ; la rencontre avec Melchisédech est un symbole eucharistique ; les trois anges du chêne de Mambré ou les trois patriarches Abraham, Isaac et Jacob sont identifiés à la Sainte-Trinité divine. Certains manuscrits (comme le Livre d'heures à l'usage de Rome du XVIe siècle) reproduisent des cycles entiers de la vie d'Abraham.

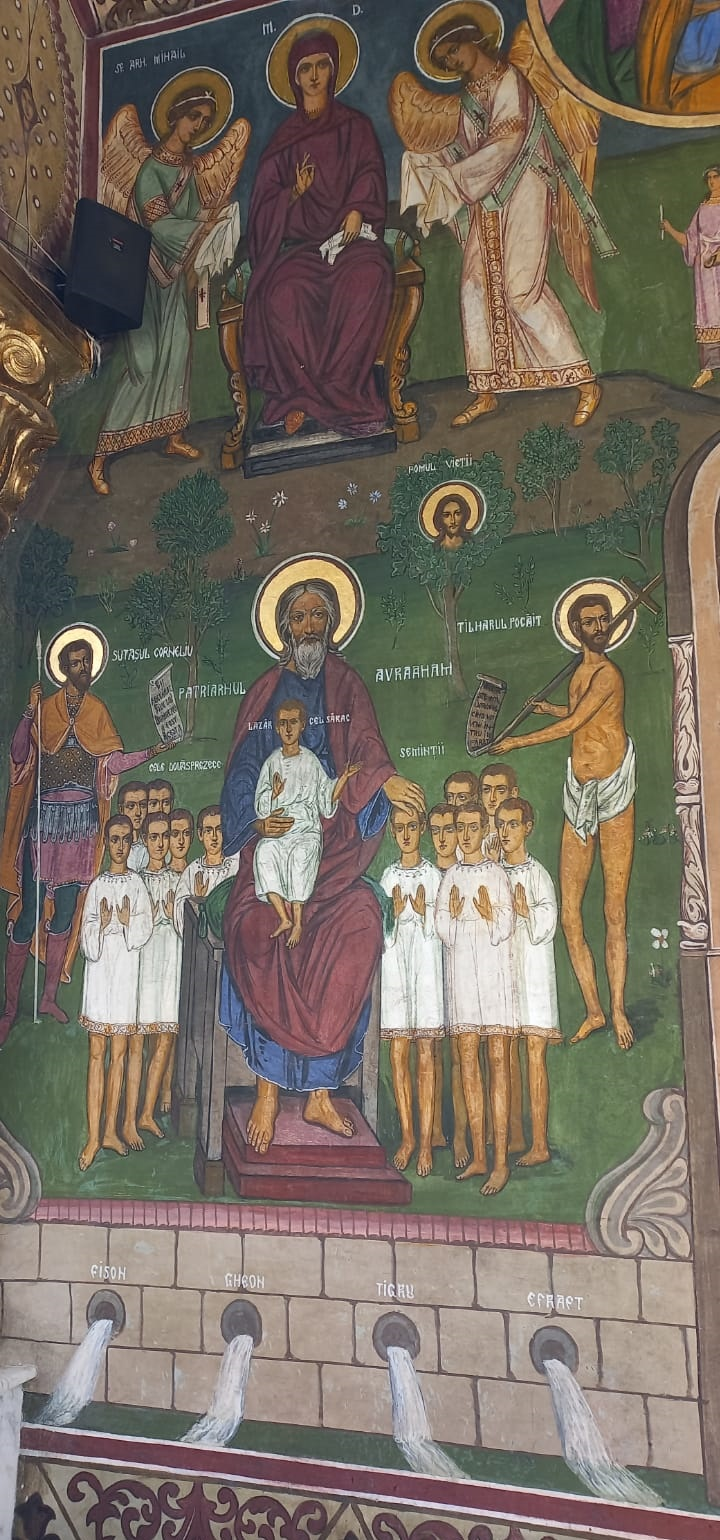
Peinture murale du Paradis de l'église de la Sante Mère de Dieu de Ploiești, Roumanie

Dans les icônes orthodoxes, Abraham est parfois représenté comme l'un des personnages bibliques qui attendent les chrétiens au Paradis après le Jugement dernier.
Dans la tradition islamique, les thématiques du sacrifice et de la circoncision d'Ismaël remplacent celles d'Isaac.

### Musique
- Dans la chanson Highway 61 Revisited parue en 1965, Bob Dylan évoque Abraham dans quatre stances, revenant notamment sur le sacrifice d'Isaac[96].
- En 1993, l'opéra documentaire The Cave s’appuie sur l’Ancien Testament et met au centre de l'action le patriarche Abraham sur lequel un Israélien, un Palestinien et un Nord-Américain tentent de répondre à la question Who is Abraham ? (« Qui est Abraham ? »)[97].
- Abraham, cantate de Sébastien de Brossard.
- Sacrificium Abrahae H.402, H.402 a, H.402 b, Histoire sacrée pour solistes, chœur, deux dessus instrumentaux, et basse continue de Marc-Antoine Charpentier (1680).
- Abraham, cantate, opus 14 de Louis-Nicolas Clérambault.

### Littérature
- Bible, premier livre de la Genèse (Bereshit, בְּרֵאשִׁית), chapitre 17
- Testament d'Abraham, et Apocalypse d'Abraham (extrait), voir le Testament des Patriarches v.2, p. 18
- Apocalypse of Abraham, voir p. 363, The Apocryphal Old Testament, Sparks H.F.D., Oxford 1984
- Figure biblique, Abraham appartient au registre des « personnages-référentiels » qui apparaissent dans les comparaisons hyperboliques des récits de fiction[98].
- Dans Crainte et tremblement, essai publié en 1843 par Søren Kierkegaard, Abraham reste aux yeux du philosophe danois « inintelligible et admirable », qu'on ne peut approcher qu'avec « crainte et tremblement »[99].
- Boualem Sansal : Abraham ou La cinquième Alliance, nrf, Gallimard, 2020

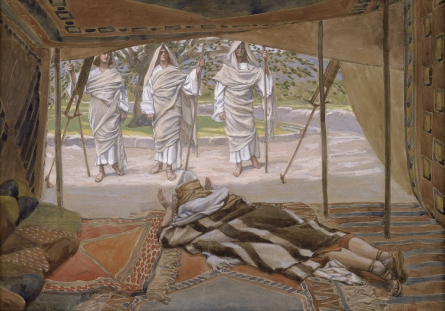
Abraham et les trois anges, préfiguration de la Trinité selon le christianisme.

## Filmographie

### Cinéma
- 1966 : La Bible de John Huston interprété par George C. Scott.
- 2015 : Abraham de Jans Rautenbach interprété par DJ Mouton.
- 2023 : His Only Son de David Helling interprété par Nicolas Mouawad.

### Télévision
- 1993 : Abraham de Joseph Sargent, interprété par Richard Harris. Diffusé en mini-série de 180 minutes ou en téléfilm de 90 minutes. Un des épisodes de la série télévisée La Bible.
- 2000 : Au commencement... de Kevin Connor, interprété par Martin Landau.